# Броньчиці (Малопольське воєводство)
Броньчиці (пол. Brończyce) — село в Польщі, у гміні Сломники Краківського повіту Малопольського воєводства.
Населення — 275 осіб (2011).
У 1975—1998 роках село належало до Краківського воєводства.

## Демографія
Демографічна структура станом на 31 березня 2011 року:
|          | Загалом | Допрацездатний вік | Працездатний вік | Постпрацездатний вік |
| -------- | ------- | ------------------ | ---------------- | -------------------- |
| Чоловіки | 144     | 27                 | 105              | 12                   |
| Жінки    | 131     | 21                 | 77               | 33                   |
| Разом    | 275     | 48                 | 182              | 45                   |